# Mehur za gorivo
Mehur za gorivo (ang. fuel bladder) so fleksibilni rezervoarji za gorivo, ki se zmanjšajo, ko se porablja gorivo, kdaj tudi na samo 5% začetne velikosti. Tako zasedajo manj prostora kot fiksni rezervoarji. Kapacitete so od 100 US gal (380 L) do 200.000 US gal (760.000 L). Podobne strukture se uporablja tudi za vodo, kemikalije in tekoče odpadke.